# Cryptocercidae
Cryptocercidae – rodzina karaczanów, której jedynym rodzajem jest Cryptocercus.